# آرام كرم
آرام كرم هو لاعب كرة قدم عراقي سابق، كان يلعب في مركز الهجوم.